# Emblemaria vitta
Emblemaria vitta är en fiskart som beskrevs av Williams 2002. Emblemaria vitta ingår i släktet Emblemaria och familjen Chaenopsidae. Inga underarter finns listade i Catalogue of Life.